# Стара Домброва (Поморське воєводство)
Стара Домброва (пол. Stara Dąbrowa) — село в Польщі, у гміні Дамниця Слупського повіту Поморського воєводства.
Населення — 202 особи (2011).
У 1975-1998 роках село належало до Слупського воєводства.

## Демографія
Демографічна структура станом на 31 березня 2011 року:
|          | Загалом | Допрацездатний вік | Працездатний вік | Постпрацездатний вік |
| -------- | ------- | ------------------ | ---------------- | -------------------- |
| Чоловіки | 102     | 21                 | 78               | 3                    |
| Жінки    | 100     | 23                 | 59               | 18                   |
| Разом    | 202     | 44                 | 137              | 21                   |